# Мирела Холи
Др Мирела Холи (хрв. Mirela Holy; Загреб, 15. децембар 1971) је хрватска политичарка. Била је министарка у Влади Зорана Милановића и дугогодишња чланица СДП-а. Оснивач и председник је странке Одрживи развој Хрватске.

## Биографија
Родила се у Загребу. Отац се бавио грађевином, а мајка је имала фирму за постављање керамичких плочица. Има једну сестру.
Основну школу завршила је у Загребу, као и средњу школу примењених уметности 1990. године. Када је имала 12 година објавила је роман мит "Апокалипса". Етнологију и компаративну књижевност дипломирала је 1996. године на Универзитету у Загребу. На Филозофском факултету Универзитета у Загребу магистрирала је 2000. и докторирала на културним студијама 2005. године.
У Народном свеучилишту Дубрава била је водитељка акција и манифестација од 1999. године. Након две године прелази у Министарство заштите животне средине и просторног планирања где је као приправница, секретарица Кабинета министра и стручна сарадница радила до 2005. године. Следеће три године провела је у „Максима комуникацијама“ из Загреба где је била водитељка пројеката а касије и извршна директорка.
Објавила је неколико стручних радова и две књиге: Апокалипса и Митски аспекти екофеминизма. Чланица је Хрватског удружења за односе с јавношћу и Хрватског етнолошког друштва.
Говори енглески и шпански језик. У Хрватској је једна од најпознатијих феминисткиња и заштитница права ЛГБТ заједнице.
Болује од дијабетеса и прима инзулин од 1996. године. С партнером је у вези од 1998. године и не планирају имати децу.

### Политичка каријера
Чланица је Социјалдемократске партије Хрватске од 1998. до 2013. године. Била је члан Извршног одбора странке четири године, а од 2008. године и председница страначког Савета за заштиту животне среднине.
Први пут за посланика у Хрватском сабору изабрана је на шестим парламентарним изборима 2007. године. За време овог мандата била је потпредседник одбора за заштиту животне средине као и члан одбора за просторно планирање и градитељство, одбора за међупарламентарну сарадњу и одбора за равноправност полова.
На парламентарним изборима 2011. године поново је изабрана у Сабор. После Избора мандат за састављање хрватске Владе поверен је Зорану Милановићу, кандидату Кукурику коалиције, који ју је изабрао за министарку жаштиту животне средине и природе 23. децембра 2011. године.
После неколико непромишљених потеза 7. јуна 2012. године поднела је оставку на место министра оцењујући да је тим својим поступцима нанела штету Влади и премијеру Милановићу. Десетак дана након тога поново се вратила као пославник у Сабор. Након повратка у Сабор СДП ју није именовао нити у један саборски одбор иако је остало празно место у саборском одбору за заштиту животне средине одласком њеног заменика.
Из СДП-а је изашла у јуну 2013. године. Странку је одлучила напустити јер је Влада одбила у нови Закон о заштити животне средине и природе уврстити њених амандман о оснивању агенције која би управљала националним парковима.
Крајем октобра 2013. године основала је нову странку Одрживи развој Хрватске у којој је изабрана за прву председницу.